# Barnardia
Barnardia es un género con 9 especies de plantas con flores perteneciente a las  escilóideas. Es originario de África y Asia.

## Descripción
Son hierbas perennes, bulbiferas. El bulbo cubierto con una túnica. Las hojas basales, sésiles, lineares a subovadas. Escapo erecto, simple, desnudo. Inflorescencia en racimo terminal, por lo general con muchas flores, con brácteas pequeñas, membranosas. Pedicelos articulares. Segmentos del perianto 6. Estambres 6, insertada en la base o cerca de mediados del perianto, filamentos delgados o ligeramente dilatado hacia la base.  Fruto una cápsula, globosa a obovoide, loculicida. Semillas negro, a veces angular.

## Taxonomía
El género fue descrito por John Lindley  y publicado en Botanical Register; consisting of coloured . . . 12:t. 1029. 1826.

## Especies
- Barnardia alboviridis  	(Hand.-Mazz.) Speta
- Barnardia bispatha 	(Hand.-Mazz.) Speta
- Barnardia borealijaponica 	(M.Kikuchi) Speta
- Barnardia indica Wight
- Barnardia japonica 	(Thunb.) Wijnands
- Barnardia numidica 	(Poir.) Speta
- Barnardia pulchella 	(Kitag.) Speta
- Barnardia scilloides Lindl.
- Barnardia sinensis 	(Lour.) Speta